# 105e régiment d’infanterie
Das 105e régiment d’infanterie wurde im Königreich Frankreich aufgestellt und im Zweiten Weltkrieg, nach dem Waffenstillstand von Compiègne (1940) aufgelöst. Es gehörte zu den Petits Vieux Corps.
Vor der Einführung der Nummerierung der Regimenter am 1. Januar 1791 führte es in der königlich französischen Armee zuletzt den Namen Régiment du Roi.

## Aufstellung und signifikante Änderungen
- 2. Januar 1663: aufgestellt aus Teilen des „Régiment Royal“ und des „Régiment d'Orléans“ als Régiment du Roi
- September 1790: nach der Beteiligung an der Meuterei in Nancy (Nancy-Affäre) wurde das Regiment kassiert[1]
- 28. Januar 1791: als 102e régiment d’infanterie de ligne wieder aufgestellt

- 1793: Erste Heeresreform Das Regiment wurde als 1er bataillon „ex du Roi“ zur 185e demi-brigade de bataille und als 2e bataillon „ex du Roi“ zur 186e demi-brigade de bataille abgestellt. Damit endet der zunächst der Regimentsverband und auch die Traditionslinie
- 1803: Umbenennung der „105e demi-brigade d’infanterie de ligne“[2] in 105e régiment d'infanterie de ligne (de facto Weiterführung der Regimentstradition)

- 1814: Auflösung nach der Abdankung von Napoleon I.
- 1815: während der Herrschaft der Hundert Tage wieder aufgestellt, nach der endgültigen Niederlage Napoleons in Périgueux entlassen
- 1854: wieder aufgestellt (aus Teilen des „30e régiment d'infanterie légère“)[3]
- 1872: am 1. Mai mit dem „105e régiment de marche“ (105. Marschregiment) zusammengelegt. Das „105e régiment de marche“ hatte sich während der Belagerung von Paris in der Stadt befunden.
- 1914: bei der Mobilmachung wurde das Reserveregiment, das „305e régiment d'infanterie“ aufgestellt.
- 1919: demobilisiert und in den Stand eines Reserveregiments versetzt
- 1939: aktiviert
- 1940: in den Wirren der französischen Niederlage untergegangen

## Mestres de camp/Colonels
Mestre de camp war von 1569 bis 1661 und von 1730 bis 1780 die Rangbezeichnung für den Regimentsinhaber und/oder für den mit der Führung des Regiments beauftragten Offizier. Die Bezeichnung „Colonel“ wurde von 1721 bis 1730, von 1791 bis 1793 und ab 1803 geführt.
Nach 1791 gab es keine Regimentsinhaber mehr.
Sollte es sich bei dem Mestre de camp/Colonel um eine Person des Hochadels handeln, die an der Führung des Regiments kein Interesse hatte (wie z. B. der König oder die Königin), so wurde das Kommando dem „Mestre de camp lieutenant“ (oder „Mestre de camp en second“) respektive dem „Colonel-lieutenant“ oder „Colonel en second“ überlassen.
- Januar 1663: Philippe de Courcelles, marquis de Dangeau
- 1667: Philippe Mancini, duc de Nevers
- 7. September 1670: Jean de Martinet, Brigadier des armées du roi am 27. März 1668, Maréchal de camp am 15. April 1672, † 21. Juni 1672
- 26. Juni 1672: François de Tourvoyé, comte de Montberon, Mestre de camp de cavalerie am 26. März 1668, Brigadier am 19. August 1669, Maréchal de camp am 18. Mai 1674, Lieutenant-général am 25. Februar 1677, † 16. März 1708
- 6. Januar 1676: René de Becdelièvre, marquis dann comte de Saint-Georges, Brigadier am 24. Februar 1676, † 14. August 1678 in der Schlacht bei Saint-Denis
- 29. April 1678: Gaston Jean-Baptiste de Mornay, chevalier dann comte de Montchevreuil, Brigadier am 30. März 1683, Maréchal de camp am 24. August 1688, Lieutenant-général am 30. März 1693, † 29. Juli 1693
- 4. April 1693: Louis Charles d’Hautefort, marquis de Surville, Brigadier am 30. März 1693, Maréchal de camp am 3. Januar 1696, Lieutenant-général am 23. Dezember 1702, † 19. Dezember 1721
- 6. Januar 1706: Louis Prévost, marquis du Barail, Maréchal de camp am 24. Januar 1711, Lieutenant-général am 30. März 1720, † November 1734
- 26. Januar 1711: Louis Armand de Brichanteau, marquis de Nangis, Maréchal de France 1741
- 16. Dezember 1719: Hubert de Courtalvert, marquis de Pezé, Brigadier am 20. Juni 1720, Maréchal de camp am 6. Oktober 1733, Lieutenant-général am 1. August 1734, † am 23. November 1734 an seinen Verwundungen in der Schlacht bei Guastalla
- 15. Januar 1735: Louis Antoine de Gontaut-Biron, duc de Biron, Maréchal de France 1787
- 26. Mai 1745: Claude Louis François de Régnier, comte de Guerchy
- 16. Oktober 1767: Marie Louis Florent, comte du Châtelet, Brigadier am 9. August 1757, Maréchal de camp am 20. Februar 1761, † 13. Dezember 1793
- 10. Februar 1791: François Nicolas Junot d’Attilly
- 27. Mai 1792: Jean François Antoine de Stack
- 4. September 1792: Louis Pierre Le Royer de Chantepie
- 23. November 1792: Louis Gabriel Pierre Anne Paul Augustin Armand Levasseur

(…)
- 1808: Colonel Marie Pierre Isidore de Blanmont
- 1813: Colonel François Maulmond
- 1815: Colonel Genty
- 1899–1904: Colonel Jules Bunoust

## Tradition und Uniformen
Das Regiment führte 12 Fahnen (drei pro Bataillon) dabei war die Fahne der ersten Kompanie des ersten Bataillons die sogenannte „Drapeau Colonelle“ – die weiße Fahne des Regimentsinhabers – also der Leibkompanie.

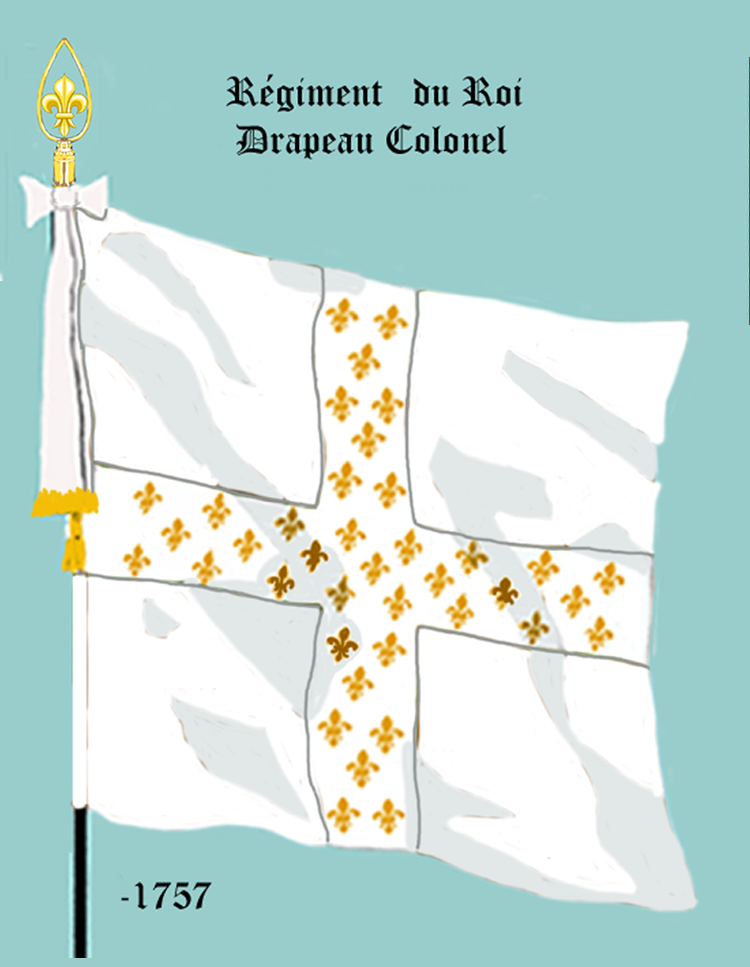
Fahne der Leibkompanie 1663 bis 1757
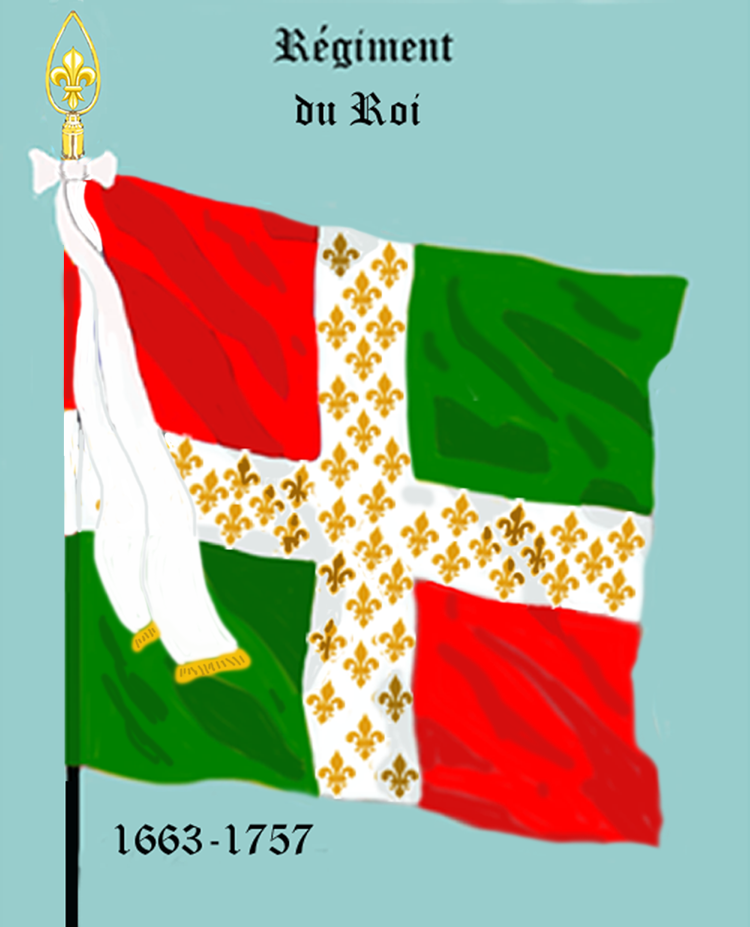
Ordonnanzfahne 1663 bis 1757
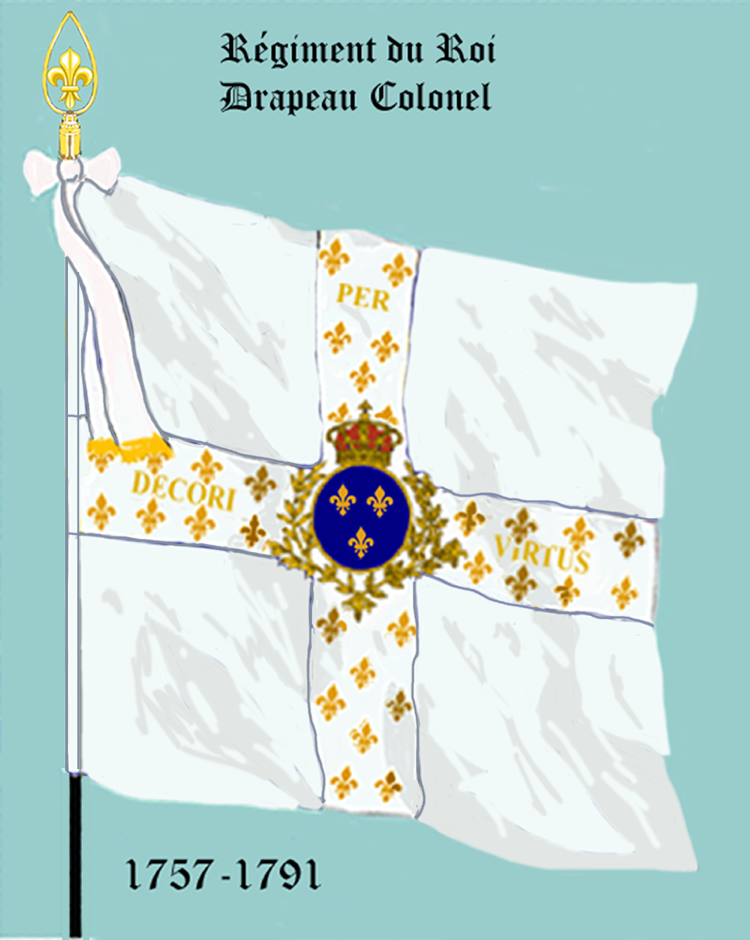
Fahne der Leibkompanie 1757 bis 1791
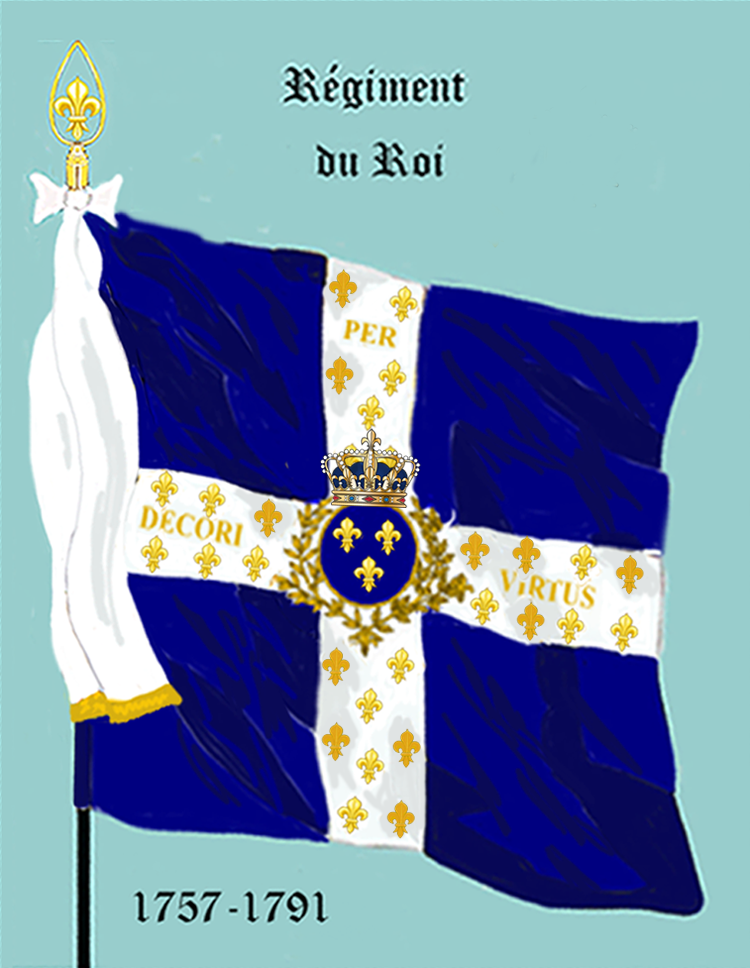
Ordonnanzfahne 1757 bis 1791

### Ausstattung

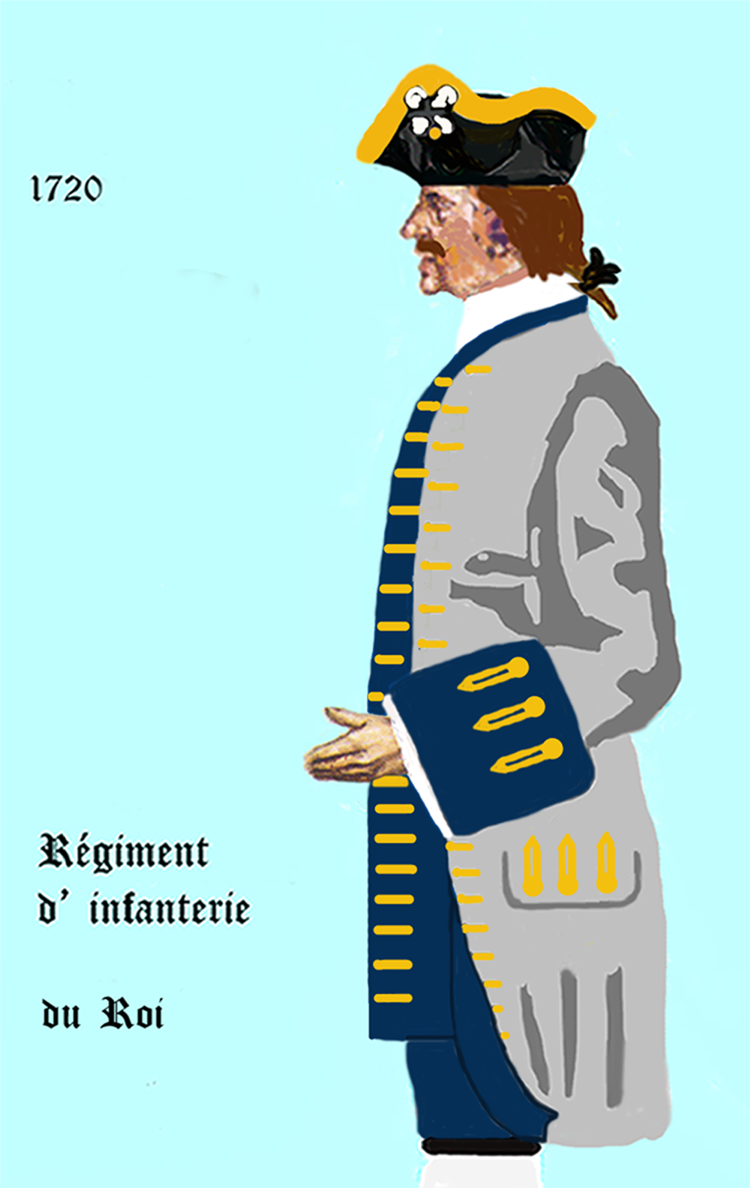
1720 bis 1734
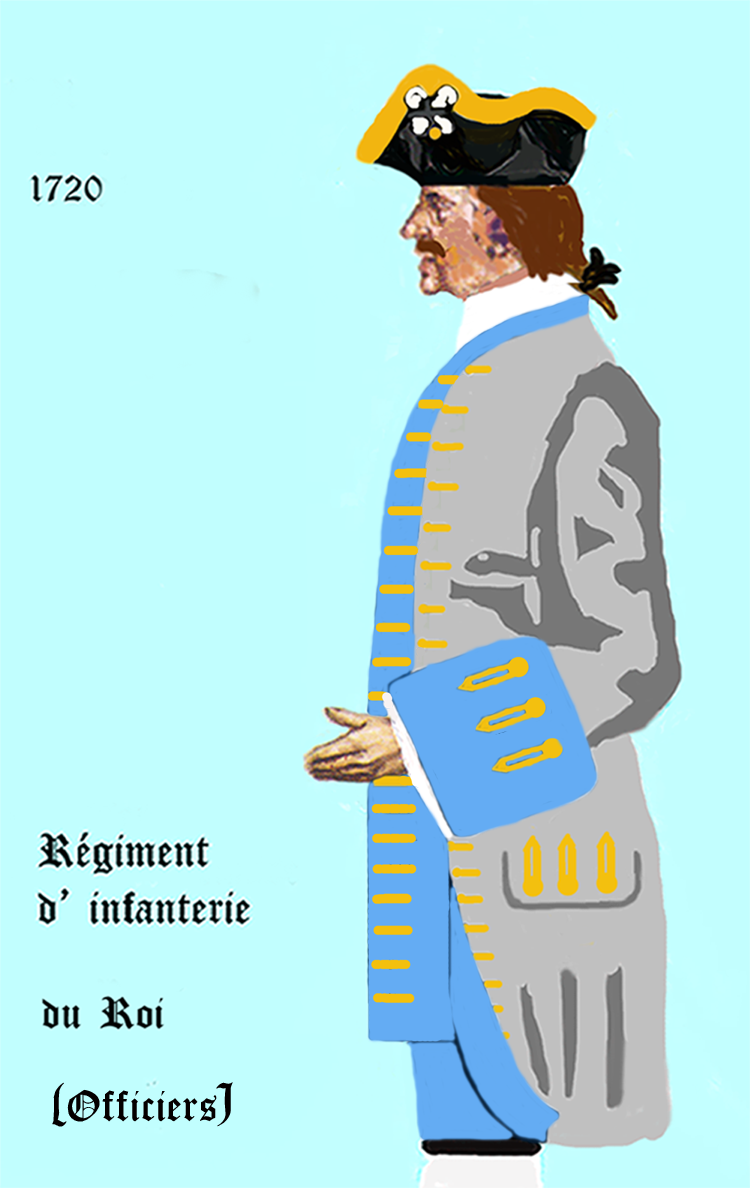
Offizier 1720 bis 1734
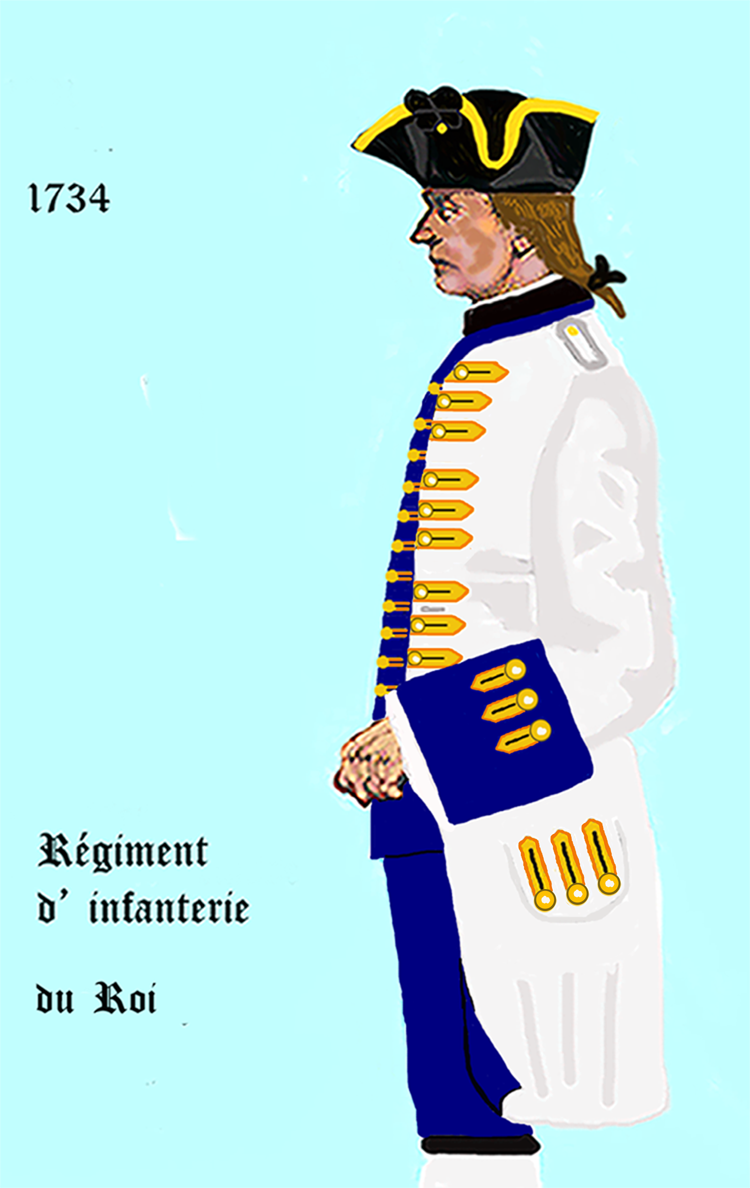
1734 bis 1757
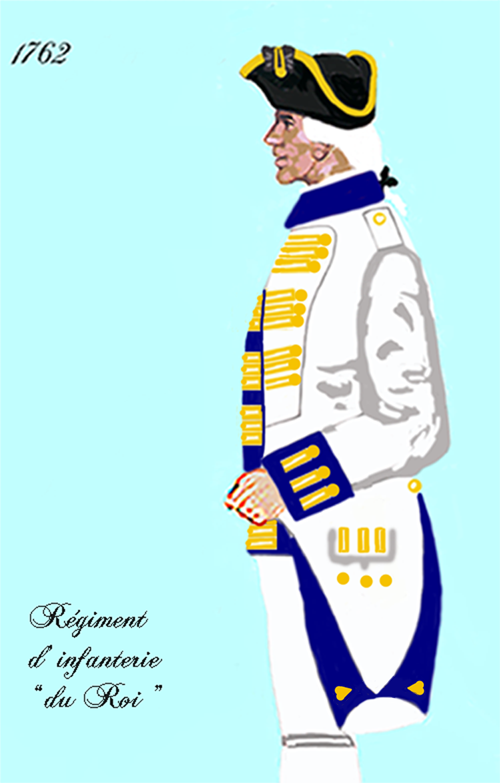
1762 bis 1776
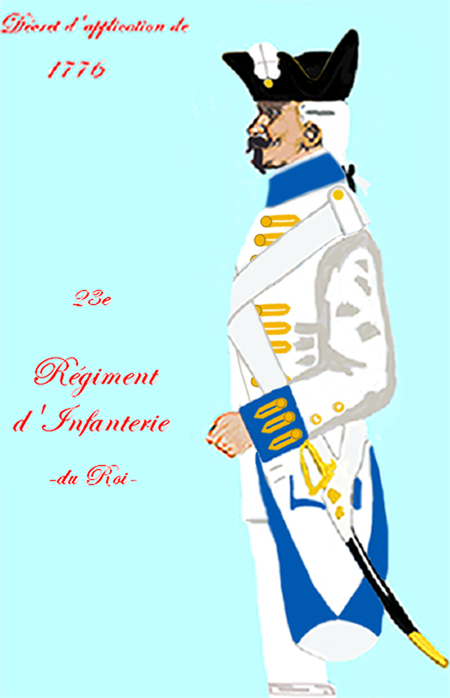
1776 bis 1779
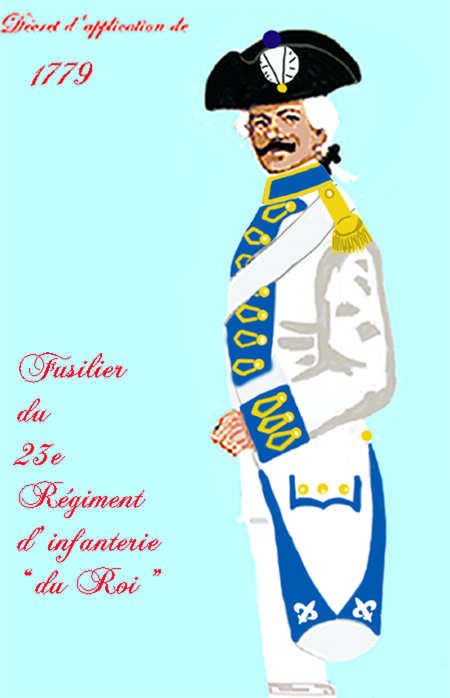
1779 bis 1786
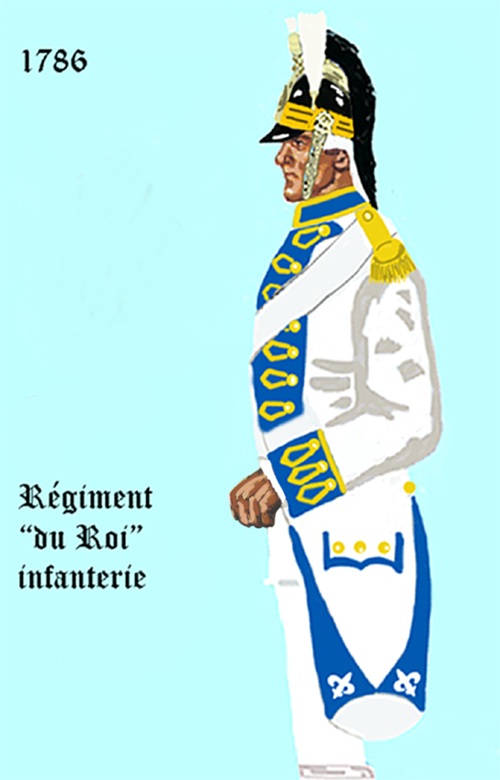
1786 bis 1791
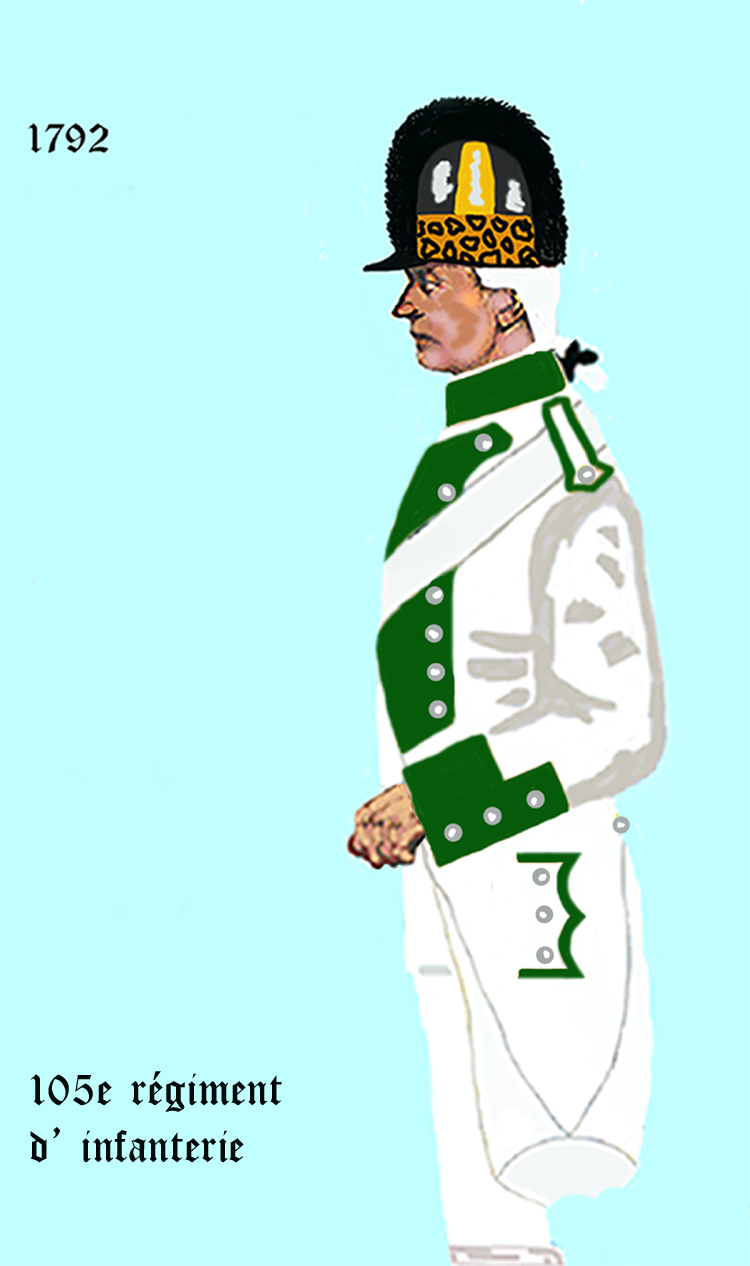
Ab 1792 als neuaufgestelltes 105e régiment d'infanterie de ligne

In der Uniformierungsvorschrift von 1791 ist das Regiment nicht erwähnt.

## Details
Bei seiner Reform und Reorganisation des Maison militaire du roi de France, errichtete König Louis XIII. das Regiment und reklamierte den Posten des Regimentsinhabers für sich. Es bestand aus 20 Kompanienen zu je 59 Mann, die sich aus dem Adel, aus den Söhnen von Offizieren, (Capitaines, oder solchen, die sich Verdienste erworben hatten, oder solche, die im Kampf gefallen waren) zusammensetzten. Das Eintrittsalter lag bei 15 bis 20 Jahren mit dem Rang eines „Cadet-gentilhomme“ (Adeliger Kadett), die nach zweijähriger Ausbildung in den Rang eines Enseigne oder eines Sous-lieutenant befördert wurden. Es erhielt außerdem eine Abteilung „Médecins majors“ (Feldschere), deren prominentester Angehöriger war René-Jacques Croissant de Garengeot (1688–1749).
In der Hierarchie der königlichen Infanterieregimenter, nahm es den sechsten und untersten Rang im „Petits Vieux corps“ (Gruppe der „Kleinen Alten“) ein.
1667 wurde das Regiment der „Armée de Flandre“ (Flandernarmee) zugeteilt. Erste Verdienste erwarb es bei den Belagerungen von Tournai, Douai und Lille. Im Jahre 1668 wurde jeder Kompanie auf Befehl des Königs vier Grenadiere zugeteilt, eine Maßnahme, die bald überall Schule machen sollte.
Ende 1669 gab ein ausländischer Regimentsinhaber sein Regiment an den König zurück. Das „Régiment de Lorraine“ war das 23. in der Rangfolge der Infanterie. Der König nutzte die Gelegenheit, seinem Regiment mehr Geltung zu verschaffen und legte in Soissons die beiden Einheiten unter dem Namen „Régiment du Roi“ zusammen und setzte es 1671 auf die Rangliste des ehemaligen „Régiment de Lorraine“. Die neue Regimentsfahne zeigte, durch ein weißes Kreuz getrennt, diagonal zwei feuerrote Felder (feuerrot sollte Ludwig XIV. symbolisieren) und zwei dunkelgrüne Felder (die Farbe Lothringens). Die weißen Kreuzbalken waren mit goldenen Lilien bestickt. (Ludwig XV. ließ diese Fahne 1757 durch die blaue Ausführung ersetzen.)

### 1763
In der Gesamt-Rangliste der Infanterieregimenter stand es jetzt an 23. Stelle.
Während des Siebenjährigen Krieges bestand das Regiment weiterhin aus vier Bataillonen, auch die Uniformierung änderte sich nicht. Der König etablierte zusätzliche Offiziersstellen, es gab jetzt einen „Colonel-lieutenant en second“. jede der Kompanien hatte jetzt zwei Capitaines. zwei Lieutenants und zwei Sous-lieutenants. Für die Seconds betrug der jährliche Sold 1800 Livres, für die Premiers Capitaines als „Chef de bataillon“ 1000 Livres und für die Capitaines der Grenadiere 600 Livres.
Um mehr Bürgerlichen den Aufstieg in den Schwertadel (Noblesse de l'epée) zu ermöglichen, wurden in jeder der Füsilierkompanien vier Stellen für „Seconds sous-lieutenants“ (Leutnant zweiter Klasse) geschaffen.

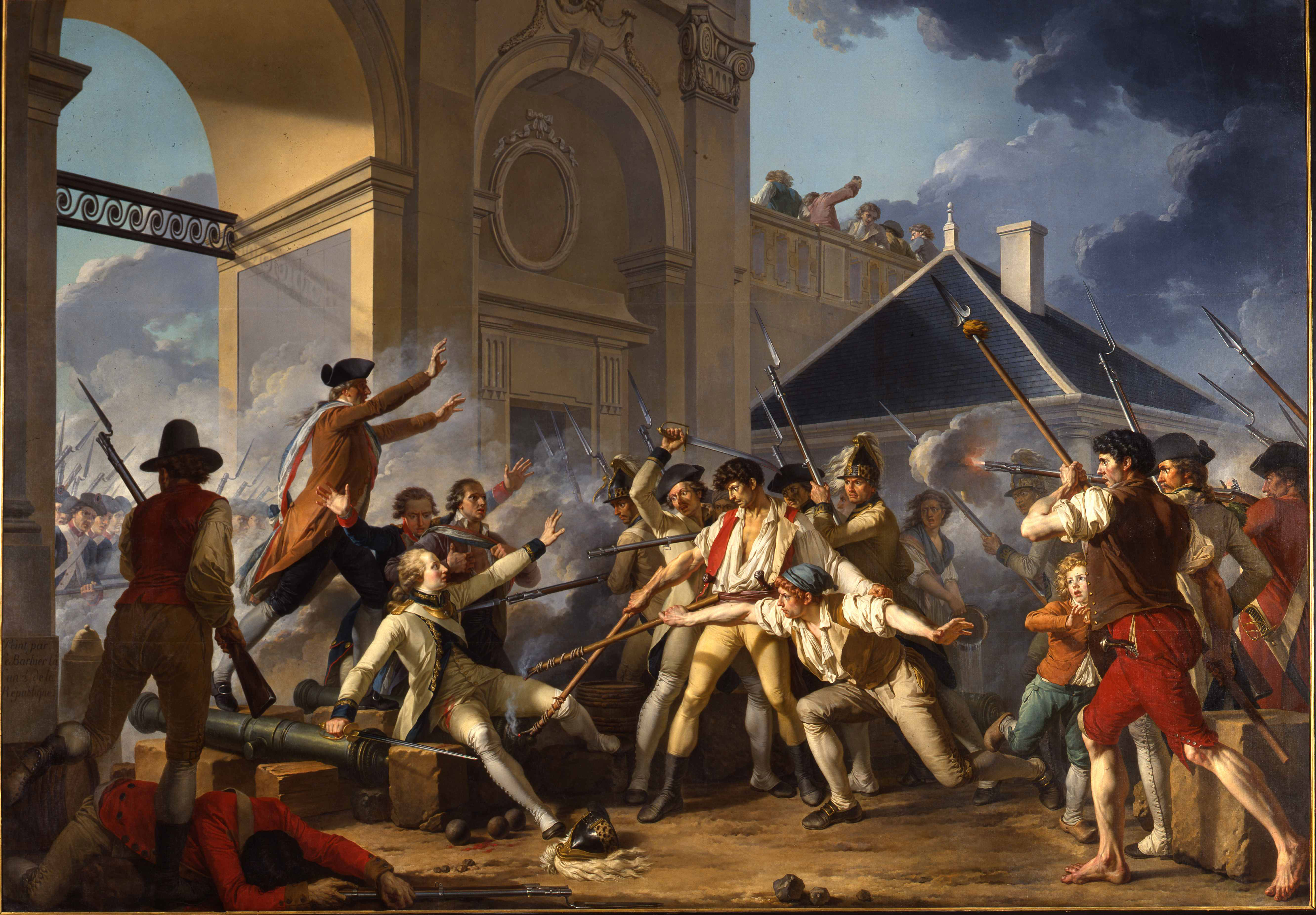
Meuterei in Nancy – zu sehen sind in der Mehrheit Angehörige des Regiments du Roi. Rechts im roten Waffenrock ein Schweizer des Régiment de Châteauvieux – außerhalb des Tores das Régiment Royal-Liégeois (Musée de la Révolution française)

### Nancy-Affäre
Im Jahre 1790 war das Regiment in eine Meuterei in seiner Garnison Nancy verwickelt.
Die Meuterei ging vom Schweizer Söldnerregiment de Châteauvieux aus; mit hineingezogen wurde außerdem noch das Kavallerieregiment Mestre de camp général.
Die beträchtliche Masse des Regiments (auch der anderen beiden involvierten) erhob Ansprüche auf ausgebliebene Soldzahlungen, und das Régiment du Roi musste feststellen, dass der ungeliebte Regimentskommandant – der Lieutenant-colonel Duc de Chatelet, dem man schon lange misstrauisch gegenüberstand – dieses Desaster durch lange Misswirtschaft in der Verwaltung des Regiments zu verantworten hatte. Am 13. August sammelten sich die Soldaten am Gebäude des Stabes, brachten die Regimentskasse an sich und verlangten vom Duc de Chatelet die Auszahlung von nicht weniger als 1.200.000 Livres an rückständigem Sold. Die Rechnungsführer wurden für die fehlende Summe verantwortlich gemacht und misshandelt, so dass sie gezwungen waren, die Flucht zu ergreifen, um weiterer Gefahr für Leib und Leben zu entgehen.
Nach Bekanntwerden der Meuterei entsandte die Nationalversammlung den Maréchal de camp Comte de Malseigne unverzüglich in die Stadt, um die Situation zu bereinigen. Im Régiment du Roi hatte der Comte de Malseigne insofern Erfolg, als er mit einem Brief vom 20. August mitteilen konnte, dass im Regiment die Ordnung wiederhergestellt sei. In einer Zusammenkunft der Nationalversammlung am 25. August konnte M. de Broglie eine Erklärung verlesen, in der sich die Grenadiere, Schützen und Jäger des Regiments zu ihrer Schuld bekannten und an die Nachsicht der Nationalversammlung appellierten.
Die Wiederherstellung der Disziplin war jedoch nicht von langer Dauer. Das Régiment de Châteauvieux gab nicht auf und zog die anderen wieder mit, am 26. August war die gesamte Garnison in heller Aufruhr. Die Offiziere wurden festgenommen. Dem Maréchal de camp de Malseigne gelang mit Mühe die Flucht nach Lunéville. Hier sammelte er eine Streitmacht von etwa 4500 Mann und erschien am 31. August vor den Toren von Nancy. Bevor er einen Angriff befahl, der in einem mörderischen Nahkampf ausarten würde, erklärte er sich bereit, ein Deputation der Meuterer zu empfangen.
Letztendlich zog sich die Mehrheit des Régiment du Roi in die Kaserne zurück und schickten vier Mann mit einer Fahne zu Boillé mit einem Kapitulationsangebot. Dieses wurde akzeptiert und das Regiment sofort nach Verdun abkommandiert, wohin es in guter Ordnung abmarschierte. Eine heroische Tat zeichnete den Sous-lieutenant der Jäger im Régiment du Roi, M. Desil(l)es-Cambrenon aus. Er verhinderte an der Porte Saint-Louis, (jetzt Porte Désilles) dass eine Batterie Geschütze auf kürzeste Entfernung in die Reihen des anrückenden Infanterieregiments „Royal-Liégeois“ abgefeuert wurden. Er wurde dabei von vier Musketenkugeln getroffen und erlag später diesen Verletzungen.
Nach diesen Vorkommnissen musste das Regiment damit rechnen, aufgelöst oder aber zumindest bestraft zu werden.
Am 7. Dezember 1790 empfahl das „Comité militaire de l’Assemblée nationale“ (Militärkomitee der Nationalversammlung) die Entlassung des Regiments. Die Fahnen sollten in der Hauptkirche des Ortes aufbewahrt werden, in dem die Entlassung stattfinden würde.
Dieser Empfehlung wurde in der 27. Sitzung der Nationalversammlung am 12. Dezember 1790 stattgegeben. Um das Regiment zu ersetzen, wurde am 28. Januar 1791 ein neues Regiment aus den Leuten des Régiment du Roi aufgestellt, die Willens waren, ihren Dienst ehrenhaft fortzusetzen. Es erhielt die Nummer 102 zugewiesen und wurde im Februar in Vitry-le-François in Garnison gelegt. Am 23. Mai wurde es nach Besançon als Besatzung der dortigen Zitadelle abkommandiert. Im August wurde die Regimentsnummer in 105 geändert.

## Teilnahme an Gefechtshandlungen

### Holländischer Krieg (1673 bis 1679)
- 1673: Belagerung von Orsoy, Feldzug mit Turenne nach Brandenburg, Belagerung von Maastricht,

Schlacht bei Seneffe im Brigadeverband mit dem Régiment des Royal-Vaisseaux (Das Regiment du Roi verlor 72 Offiziere, davon 22 Capitaines)
- 1674: 26. April: Auszeichnung bei der Belagerung von Besançon und Dole
- 1675: Teilnahme an der Belagerung von Limbourg, Lüttich, Dinant und Huy.
- 1676: Unter dem Kommando von Louis II. de Bourbon, prince de Condé zur Deckung von Bouchain abgestellt.
- 1677: Belagerung von Valenciennes, Cambrai und von Saint Ghislain
- 1678: Belagerung von Gent und von Ypern, Gefecht bei Saint-Denis-sous-Mons, Verlegung an den Rhein und Belagerung von Straßburg
- 1678: * Zusammen mit dem Régiment de La Reine kämpfte die Einheit in der Schlacht bei Saint-Denis.
- 1679: Belagerung von Homburg und Bitche, Versuch der Vertreibung der Truppen von Brandenburg-Preußen aus Minden.

Nach dem Friedensschluss bezog das Regiment Garnison in Lille.

### Reunionskrieg (1683 bis 1684)
- 1683: Im Camp de Bouquemon an der Saar, wo die Truppen die Sumpfwälder am Fluss rodeten.
- 1684: Belagerung von Courtrai, Dixmude, und Oudenaarde, Belagerung von Luxemburg

### Pfälzischer Erbfolgekrieg (1688 bis 1697)
- 1688: Belagerung von Philippsburg, Einnahme von Mannheim, Speyer, Worms, Frankenthal und Mainz
- 1690: Verlegung zur Flandernarmee, Schlacht bei Fleurus
- 1691: Das Regiment verstärkt mit seinen drei Bataillonen am 25. März die Gardes françaises bei der Besetzung von Mons. Zusammen wurden dann Halle und Leuze eingenommen. Danach wurde das Winterquartier im Schloss Isenghien (bei Lomme) bezogen, wo ein viertes Bataillon aufgestellt wurde.
- 1692: Belagerung von Namur, Schlacht bei Steenkerke und Beschießung von Charleroi
- 1693: Belagerung von Huy und dem Château-Picard, Schlacht bei Neerwinden

September: Belagerung von Charleroi
- 1695: Belagerung von Dixmude, Belagerung von Deyns, Bombardement von Brüssel
- 1697: Belagerung von Ath.
- 1698: Verlegung in das Camp de Compiègne, wo am 19. Juli die Reste des „Régiment de Varville“ eingegliedert wurden.

### Spanischer Erbfolgekrieg (1701 bis 1714)
- 1701: Das Regiment du Roi verließ seine Garnisonen in Versailles und Saint Germain und zog mit der französischen Armee in die Niederlande.
- 1702: Erste Schlacht bei Nimwegen, Deckungstruppe bei der Beschießung von Peer
- 1703: 17. April: Abstellung zur Rheinarmee, kommandiert vom Herzog von Burgund, Belagerung von Breisach am Rhein und von Landau. Schlacht am Speyerbach (300 Mann Verluste, obwohl das Regiment nur den linken Flügel der Infanterie bildete.) Am Tag nach der Schlacht zog das Regiment in sein Winterquartier nach Colmar.
- 1704: bei der Armee von Tallard. Teilnahme an der Operation zur Unterstützung der Armee von Marsin im Kurfürstentum Bayern. Zweite Schlacht bei Höchstädt (Das Régiment du Roi war das einzige, das nach dem Desaster noch in guter Ordnung am Rhein ankam.)
- 1705: Zu Beginn des Jahres erfolgte die Kommandierung in das Gebiet von Rhein und Mosel und im Juni die Verlegung nach Flandern. Am 15. Juli vor Brüssel angekommen, besetzte und befestigte es die Abtei Florival
- 1706: Schlacht bei Ramillies
- 1707: Das Regiment war schwer angeschlagen und wurde nach Dünkirchen zur Auffrischung verlegt. In diesem Jahr sah es keine Aktivitäten mehr.
- 1708: In der Schlacht bei Oudenaarde kämpfte „du Roi“ verlustreich im Brigadeverband mit dem Régiment de Poitou und zog sich dann geordnet zurück. Danach für den Rest des Jahres ohne Aktivitäten im Camp de Potte
- 1709: Teilnahme an der Schlacht bei Malplaquet
- 1710: Garnison in Amiens ohne Aktivitäten
- 1711: 8. April: Abmarsch zur Besetzung von Miraumont, im Gefecht bei Arleux
- 1712: Schlacht bei Denain, Einnahme von Marchiennes, Douai, Le Quesnoy und Bouchain.
- 1713: Verlegung zum Rhein, Eroberung von Speyer, Worms, Kaiserslautern, Landau und Freiburg

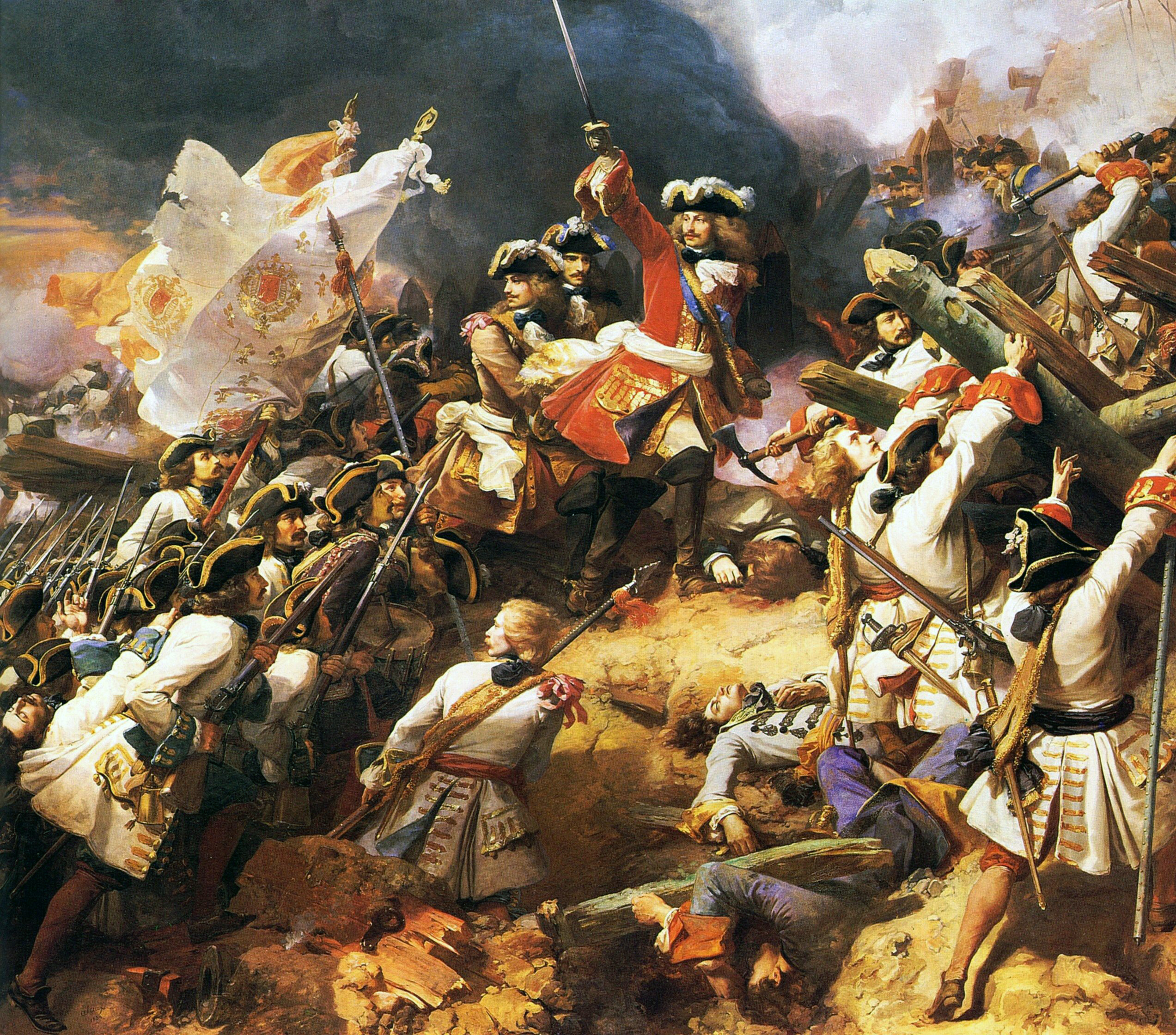
Schlacht bei Denain – links das Régiment du Roi

### Polnischer Thronfolgekrieg (1733 bis 1736)
- Oktober 1733: Zur Armee in Italien abkommandiert, nahm das Regiment an Kämpfen bei Gera d’Adda und Pizzighetone teil. Der Feldzug endete mit der Belagerung und Einnahme des  Castello Sforzesco in Mailand.
- 1734: Schlacht bei Parma

15. September: zusammen mit dem Régiment de Champagne Befreiung des von den Österreichern bei Secchia eingekesselten Régiment du Dauphin, Schlacht bei Guastalla, Belagerung von La Mirandole
- 1735: Sicherungsaufgaben in Oberitalien und an der Etsch
- 1736: Am Ende des Jahres Rückkehr nach Frankreich. Als Garnison wurde Arras zugewiesen.

### Österreichischer Erbfolgekrieg (1740 bis 1755)
- 1740: Zur „Armée de Bohême“ (Böhmische Armee) in der „Division Cayla“ eingeteilt, traf das Regiment am 6. November in Pilsen ein und nahm am 26. November an der Einnahme von Prag teil. Am 4. Dezember verließ eine Brigade, bestehend aus den Regimentern „du Roi“ und „Royal-Bavière“ unter dem Kommando des Comte de Polastron Prag um in Mähren die österreichischen Garnisonen zu beunruhigen, die Linie an der Sazawa zu besetzen und zu versuchen, Budweis einzunehmen
- 1742: 15. Januar: Einnahme von Iglau,

Mai: Sicherungsdienste bei Lochowitz und Königssaal, August: Bei der Belagerung in Prag,
Dezember: Abzug aus Prag, das Regiment bezog Quartiere an der Naab
- 1743: Das Regiment marschiert ohne größere Unterbrechung bis zum Rhein. Die Stärke betrug noch 150 Offizier und 1300 Mannschaften,

Juni: Schlacht bei Dettingen mit einem Verlust von neun Offizieren und 110 Mann an Gefallenen und Verwundeten. Nach der verlorenen Schlacht bildeten die drei Regimenter „du Roi“, „de Navarre“ und „d'Auvergne“ die Nachhut der sich nach Haguenau im Elsass zurückziehenden französischen Armee.
17. August: Verlegung in das Obere Elsaß, Besetzung der Burg Sponeck um von hier aus die Rheinübergänge zu kontrollieren.
- 1744: Versetzt zur Armee nach Flandern, Belagerung von Menin, Ypern und Furnes. Rückkehr in das Elsass, zusammen mit dem Régiment d’Artois Verlegung in das Elsaß mit Gefechten bei Suffelsheim und bei Augenheim.

26. August: Rheinüberquerung,
29. September: Eröffnung der Gräben (Beginn der Belagerungsarbeiten) vor Freiburg
- 1745: Wieder in Flandern. Belagerung von Tournai, Schlacht bei Fontenoy (2 Capitaines, 2 Lieutenants und 79 Mannschaften waren gefallen, 25 Offiziere und 266 Mann waren so schwer verwundet, dass sie nicht mehr kämpfen konnten.) Das Regiment zog dann nach Tournai und eroberte als Abschluss des Feldzuges die dortige Zitadelle, sowie die von Oudenaarde und von Ath.
- 1746

Im Januar im Quartier in Binche, im Mai wurden, zusammen mit den Regimentern de Piémont und d'Auvergne, Mechelen besetzt. Belagerung von Mons, Charleroi, Saint-Ghislain und Namur, Schlacht bei Raucoux
- 1747: Bis Mai im Feldlager bei Malines, danach Belagerung des Château d’Illema und Schlacht bei Lauffeldt

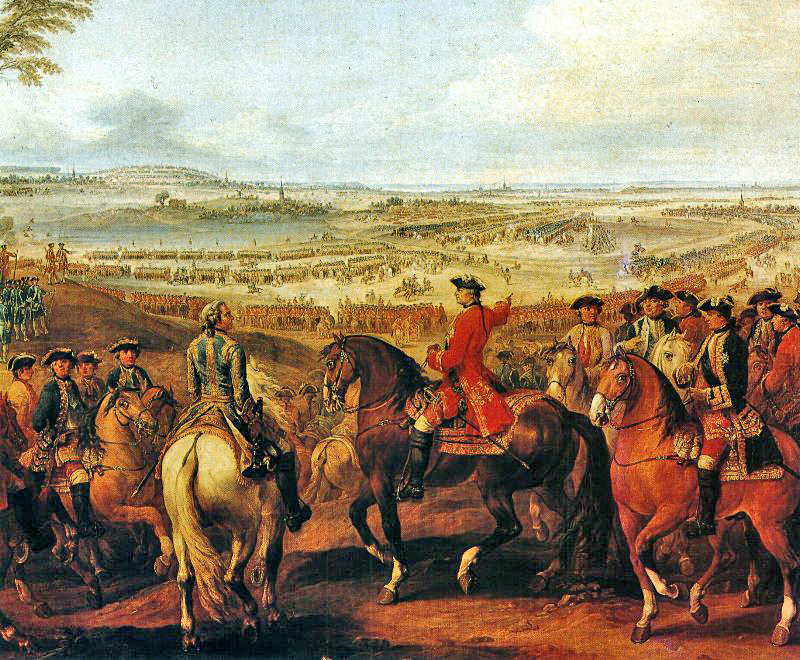
Schlacht bei Lauffeldt

- 1748: Belagerung von Maastricht,  nach dem Friedensschluss Rückkehr in die Garnison in Versailles
- 1755: Versetzung nach Nancy an den Hof von „Roi Stanislas“

### Siebenjähriger Krieg (1757 bis 1763)
- 1757:Der Rheinarmee zugeteilt. Im Regiment wurden aus den Grenadier- und den Jägerkompanien ein Elitebataillon gebildet, das sich in der Schlacht bei Hastenbeck auszeichnete.

Marsch unter dem Kommando von Maréchal Richelieu zur Eroberung des Kurfürstentums Hannover
- 1758: Quartier in Düsseldorf, Schlacht bei Krefeld und anschließend Rückzug nach Königsdorf
- 1760: 10. Juli: Gefecht bei Korbach, 31. Juli: Schlacht bei Warburg
- 1761: Schlacht bei Vellinghausen und Gefecht bei Neuhaus
- 1762: Gefecht bei Melsungen
- 1763: Ab März: Friedensgarnison in Besançon

## Revolutionskriege und Kriege des Ersten Kaiserreichs
- 1792

Das 1. Bataillon wurde der Armee von Custine zugeteilt. Es war an der Eroberung der Kurpfalz beteiligt und dann in Mainz in Garnison gelegt-
- 1793

Das 1. Bataillon lag in Plombsheim, das 2. Bataillon im Fort de Joux in Pontarlier
Ein Detachement des 2. Bataillons gehörte zur Garnison von Landau und war an der erfolgreichen Verteidigung der Festung beteiligt. Die beiden Bataillone waren danach am Rhein und an der Mosel eingesetzt und zogen 1795 nach Italien.
- 1795
  - Schlacht bei Loano
- 1796
  - Schlacht bei Lodi
- 1800

Schlacht bei Marengo
Garnison in Genua, dann Verlegung nach Marseille
- 1802

Einschiffung nach Santo Domingo
Nach der Rückkehr waren die Teile des Regiments zunächst noch als Demi-brigades de bataille in Deutschland, der Schweiz und in Italien eingesetzt.
Danach zurück in Frankreich gehörten sie zum Observationskorps der Gironde und war in Bourges, Issoudun, Châteauroux, Bordeaux, Bayonne, und zuletzt in Brest stationiert, wo die „44e demi-brigade de bataille“ 1803 zum „44e régiment d'infanterie“ wurde.
Das „105e régiment d'infanterie“ (gebildet 1803 aus der „75e demi-brigade de bataille“) Nahm an der Expedition nach Irland teil.
- 1805 bis 1807

Kämpfe mit dem 7. und 10. Korps der Grande Armée
Feldzug nach Preußen und Polen
Schlacht bei Jena
Schlacht bei Eylau
- 1808

Teile des Regiments wurden nach Spanien verlegt, der Rest lag im Camp de Boulogne und in Rennes
- 1809

Schlacht bei Heilsberg
Schlacht bei Wagram
- 1814

Beim 4. Korps an der Mosel
- 1815
  - Schlacht bei Waterloo

In der Schlacht von Waterloo verlor das Regiment seinen Adler mit Truppenfahne an die Royal Dragoons.

## Zweites Kaiserreich
- Belagerung von Paris (1870–1871), Schlacht bei Champigny

## Erster Weltkrieg
Stationiert in Riom, gehörte das Regiment zu Beginn des Ersten Weltkrieges zur; „51e brigade d'infanterie“; im „13e corps d'armée“.
zur „26e division d'infanterie“ von August 1914 bis Dezember 1916.
zur „25e division d'infanterie“ von Dezember 1916 bis November 1918

### 1914
- Mobilisierung des Regiments am 2. August 1914
- 8. August bis 11. September: Feldzug in Lothringen – erstes Gefecht bei Badonviller
- 15. September bis 12. November: Wettlauf zum Meer
- 14. November bis 2. Dezember: Stellungskämpfe in Flandern

### 1915
- Stellungskämpfe in Flandern

### 1916
- März 1916 bis 25. April 1916: Schlacht um Verdun
- 17. Juli bis 30. November 1916: Kämpfe an der Somme

### 1916 bis 1917
- Dezember 1916 bis Februar 1917: Kämpfe bei Verdun
- Februar 1917 bis Juli 1917: Stellungskämpfe bei Saint-Quentin

### 1917 bis 1918
- August 1917 bis 17. Juli 1918: Stellungskämpfe bei Verdun

### 1918
23. August bis 11. November 1918: Kämpfe an der Vesle und an der Aisne

## Zweiter Weltkrieg
Am 9. September 1939 wurde das nicht aktive Regiment (Régiment de réserve A RI type NE) durch das „Centre Mobilisateur d'infanterie 132“ in den Kriegszustand versetzt. Kommandeur war der Lieutenant-colonel Picard, es war der „26e division d'infanterie“ zugeteilt. Nach der französischen Niederlage ging es 1940 unter.

## Zuletzt geführte Fahne
Auf der Rückseite der Regimentsfahne sind (seit Napoleonischer Zeit) in goldenen Lettern die Feldzüge und Schlachten aufgeführt, an denen das Regiment ruhmvoll teilgenommen hat.

Fahne Modell 1880
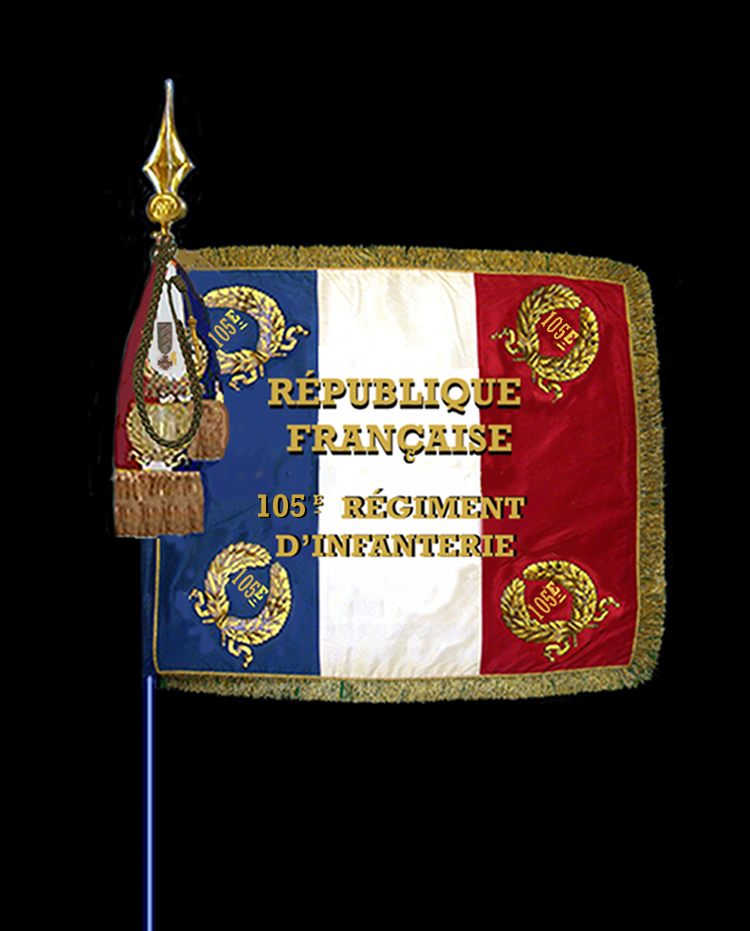
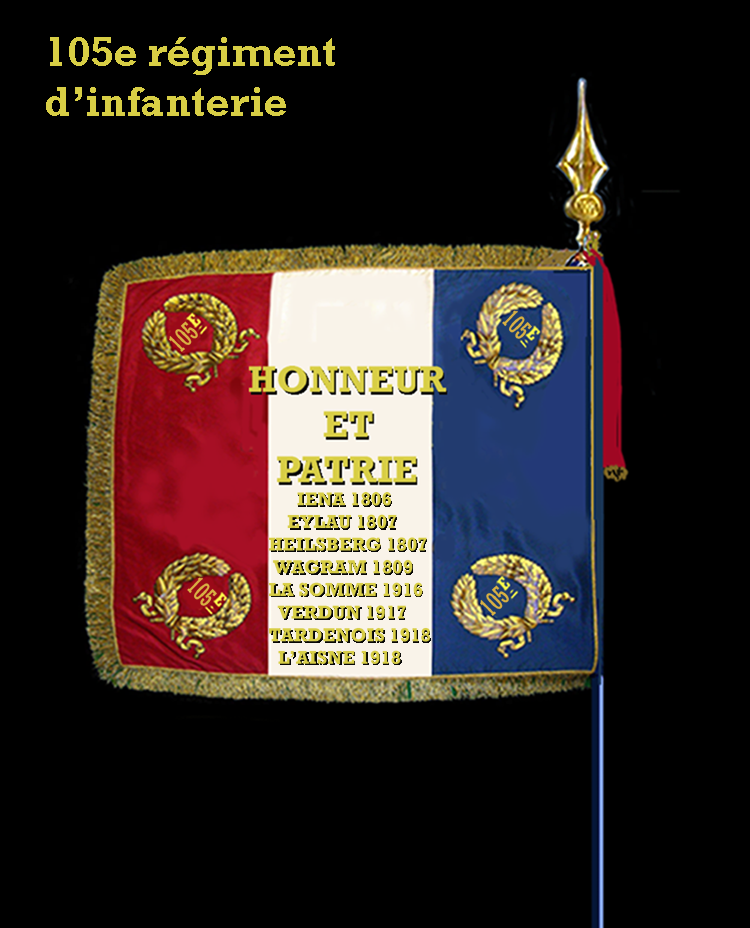

## Auszeichnungen
Das Fahnenband ist mit dem Croix de guerre (1914–1918) mit drei Palmenzweigen für drei lobenden Erwähnungen im Armeebefehl dekoriert.
Die Angehörigen des Regiments hatten (bzw. haben) das Recht, die Fourragère in den Farben des Croix de guerre 1914–1918 zu tragen.